# José Antonio Camacho
José Antonio Camacho Alfaro (Cieza, 8 giugno 1955) è un ex calciatore e allenatore di calcio spagnolo, di ruolo difensore.

## Carriera

### Giocatore

#### Club
Entrò nel settore giovanile del Real Madrid a 18 anni. Come terzino sinistro giocò per sedici stagioni dal 1973 al 1989, scendendo in campo in 400 partite di Primera División, nonostante un infortunio al ginocchio che gli impedì di giocare per circa due anni.

#### Nazionale
Disputò anche 81 partite con la maglia della Nazionale spagnola, con la quale partecipò a due edizioni della Coppa del mondo, nel 1982 e nel 1986, e a due edizioni del campionato d'Europa, nel 1984 e nel 1988.
Fu inoltre tra i convocati della Selezione Europea nella gara ufficiale della nazionale italiana del 25 febbraio 1981 allo Stadio Olimpico di Roma, il 383º incontro disputato dagli azzurri, organizzata per raccogliere fondi per le vittime del terremoto dell'Irpinia: la gara si concluse con la vittoria per 3-0 della Selezione Europea e vi giocò il primo tempo.

### Allenatore
Nel 1989 si ritirò dall'attività agonistica e cominciò ad allenare le formazioni juniores del Real Madrid. In seguito guidò Rayo Vallecano, Espanyol, Siviglia, Spagna (con cui raggiunge i quarti di finale sia a Euro 2000 che ai Mondiali 2002), Benfica dove con quest'ultimo è riuscito a vincere l'unico trofeo della sua carriera, la Coppa di Portogallo nel 2004 contro il Porto di José Mourinho aggiudicandosi la finale per 2-1 ed evitando alla squadra del portoghese di conseguire il Treble. In due brevi periodi distinti, ha allenato anche il suo club di sempre, il Real Madrid.
Il 21 agosto 2007 ritorna alla guida del Benfica in sostituzione dell’esonerato Fernando Santos. Dopo quattro giorni esordisce in campionato nel pareggio per 0-0 contro il Vitória Guimarães. Supera i preliminari di Champions League battendo per 1-0 il Copenhagen. Viene eliminato al quarto turno della Coppa della Lega Portoghese dal Vitória Setúbal. Supera il quarto turno della Coppa di Portogallo battendo l’Académica per 3-1, al quinto turno batte per 1-0 il Feirense e al sesto turno batte il Paços de Ferreira. Non riesce ad accedere alla fase successiva della Champions League, dove arriva terzo al proprio girone e viene ammesso a partecipare alla Coppa UEFA. Supera il terzo turno battendo il Norimberga ma viene eliminato ai ottavi di finale dal Getafe. Riesce ad accedere alla semifinale della Coppa del Portogallo, battendo ai quarti di finale il Moreirense per 2-0. Il 9 marzo 2008 dopo il pareggio per 2-2 in campionato contro il União Leiria, si dimette dalla guida: "Squadra senza motivazioni".
Il 13 ottobre ha accettato l'incarico di allenare l'Osasuna, sostituendo José Ángel Ziganda. Esordisce nella sconfitta per 2-1 contro lo Sporting Gijón. Viene eliminato nella Coppa del Re agli ottavi di finale dall’Athletic Bilbao. Chiude il primo anno al quattordicesimo posto in campionato. Il 4 giugno 2009 rinnova per un’altra stagione il proprio contratto. L’anno seguente viene eliminato ai quarti di finale nella Coppa del Re dal Racing Santander e in campionato al dodicesimo posto. Il terzo anno alla guida dei Los Rojillos viene eliminato al quarto turno della Coppa del Re dal Deportivo La Coruña. Il 14 febbraio 2011 in seguito alla sconfitta rimediata con il Real Sociedad, e con la squadra al sedicesimo posto in campionato viene esonerato.
Il 14 agosto 2011 è nominato commissario tecnico della nazionale cinese con un ingaggio pari a 5,9 milioni l'anno. Esordisce nella vittoria per 2-1 contro il Singapore partita valevole per la qualificazione al Mondiale del 2014. Arriva al terzo posto nel proprio girone e non riesce a ottenere l’accesso alla fase finale di qualificazione. Ottiene una sconfitta per 2-1 contro l’Arabia Saudita e una vittoria per 1-0 contro l’Iraq partite valevoli per la qualificazione alla Coppa d’Asia del 2015. Il 22 giugno 2013 dopo la pesante sconfitta in amichevole per 5-1 contro la Thailandia e a causa dei risultati scadenti della squadra sotto la sua guida viene esonerato. Lascia la squadra dopo aver ottenuto 6 vittorie, 2 pareggi e 11 sconfitte.
Il 2 dicembre 2016, a soli 43 giorni dall'inizio della Coppa d'Africa 2017 ospitata dal Gabon, torna ad allenare dopo oltre tre anni, firmando un contratto biennale con la nazionale gabonese. Esordisce nella prima partita della competizione, pareggiando per 1-1 contro la Guinea-Bissau. Non riesce ad andare oltre la fase a gironi, totalizzando tre pareggi. Nelle qualificazioni alla Coppa d'Africa 2019 perde per 2-1 contro il Mali e pareggia per 1-1 contro il Burundi. Mancata la qualificazione al campionato del mondo 2018, con il Gabon che si piazza terzo nel proprio girone, il 12 settembre 2018, all'indomani dell'amichevole persa in casa per 0-1 contro lo Zambia, viene esonerato dalla Federazione gabonese con un bilancio di 2 vittorie, 8 pareggi e 7 sconfitte in 17 incontri.

## Altre attività
Inoltre dal 2008 al 2010 è stato commentatore tecnico delle partite della Nazionale spagnola per la rete televisiva Cuatro.

## Statistiche

### Cronologia presenze e reti in nazionale
| Cronologia completa delle presenze e delle reti in nazionale ― Spagna | Cronologia completa delle presenze e delle reti in nazionale ― Spagna | Cronologia completa delle presenze e delle reti in nazionale ― Spagna | Cronologia completa delle presenze e delle reti in nazionale ― Spagna | Cronologia completa delle presenze e delle reti in nazionale ― Spagna | Cronologia completa delle presenze e delle reti in nazionale ― Spagna | Cronologia completa delle presenze e delle reti in nazionale ― Spagna | Cronologia completa delle presenze e delle reti in nazionale ― Spagna |
| Data                                                                  | Città                                                                 | In casa                                                               | Risultato                                                             | Ospiti                                                                | Competizione                                                          | Reti                                                                  | Note                                                                  |
| --------------------------------------------------------------------- | --------------------------------------------------------------------- | --------------------------------------------------------------------- | --------------------------------------------------------------------- | --------------------------------------------------------------------- | --------------------------------------------------------------------- | --------------------------------------------------------------------- | --------------------------------------------------------------------- |
| 5-2-1975                                                              | Valencia                                                              | Spagna                                                                | 1 – 1                                                                 | Scozia                                                                | Qual. Euro 1976                                                       | -                                                                     | 77’                                                                   |
| 17-4-1975                                                             | Madrid                                                                | Spagna                                                                | 1 – 1                                                                 | Romania                                                               | Qual. Euro 1976                                                       | -                                                                     | 77’                                                                   |
| 16-11-1975                                                            | Bucarest                                                              | Romania                                                               | 2 – 2                                                                 | Spagna                                                                | Qual. Euro 1976                                                       | -                                                                     | 51’                                                                   |
| 24-4-1976                                                             | Madrid                                                                | Spagna                                                                | 1 – 1                                                                 | Germania Ovest                                                        | Euro 1976 - Quarti di finale - andata                                 | -                                                                     |                                                                       |
| 22-5-1976                                                             | Monaco di Baviera                                                     | Germania Ovest                                                        | 2 – 0                                                                 | Spagna                                                                | Euro 1976 - Quarti di finale - ritorno                                | -                                                                     | 47’                                                                   |
| 10-10-1976                                                            | Siviglia                                                              | Spagna                                                                | 1 – 0                                                                 | Jugoslavia                                                            | Qual. Mondiali 1978                                                   | -                                                                     |                                                                       |
| 9-2-1977                                                              | Dublino                                                               | Irlanda                                                               | 0 – 1                                                                 | Spagna                                                                | Amichevole                                                            | -                                                                     |                                                                       |
| 27-3-1977                                                             | Alicante                                                              | Spagna                                                                | 1 – 1                                                                 | Ungheria                                                              | Amichevole                                                            | -                                                                     |                                                                       |
| 16-4-1977                                                             | Bucarest                                                              | Romania                                                               | 1 – 0                                                                 | Spagna                                                                | Qual. Mondiali 1978                                                   | -                                                                     |                                                                       |
| 21-9-1977                                                             | Berna                                                                 | Svizzera                                                              | 1 – 2                                                                 | Spagna                                                                | Amichevole                                                            | -                                                                     |                                                                       |
| 26-10-1977                                                            | Madrid                                                                | Spagna                                                                | 2 – 0                                                                 | Romania                                                               | Qual. Mondiali 1978                                                   | -                                                                     |                                                                       |
| 30-11-1977                                                            | Belgrado                                                              | Jugoslavia                                                            | 0 – 1                                                                 | Spagna                                                                | Qual. Mondiali 1978                                                   | -                                                                     |                                                                       |
| 26-9-1979                                                             | Vigo                                                                  | Spagna                                                                | 1 – 1                                                                 | Portogallo                                                            | Amichevole                                                            | -                                                                     | 46’                                                                   |
| 18-2-1981                                                             | Madrid                                                                | Spagna                                                                | 1 – 0                                                                 | Francia                                                               | Amichevole                                                            | -                                                                     |                                                                       |
| 25-3-1981                                                             | Londra                                                                | Inghilterra                                                           | 1 – 2                                                                 | Spagna                                                                | Amichevole                                                            | -                                                                     |                                                                       |
| 15-4-1981                                                             | Valencia                                                              | Spagna                                                                | 0 – 3                                                                 | Ungheria                                                              | Amichevole                                                            | -                                                                     |                                                                       |
| 20-6-1981                                                             | Porto                                                                 | Portogallo                                                            | 2 – 0                                                                 | Spagna                                                                | Amichevole                                                            | -                                                                     |                                                                       |
| 23-6-1981                                                             | Città del Messico                                                     | Messico                                                               | 1 – 3                                                                 | Spagna                                                                | Amichevole                                                            | -                                                                     |                                                                       |
| 28-6-1981                                                             | Caracas                                                               | Venezuela                                                             | 1 – 3                                                                 | Spagna                                                                | Amichevole                                                            | -                                                                     |                                                                       |
| 2-7-1981                                                              | Bogotà                                                                | Colombia                                                              | 1 – 3                                                                 | Spagna                                                                | Amichevole                                                            | -                                                                     |                                                                       |
| 5-7-1981                                                              | Ñuñoa                                                                 | Cile                                                                  | 1 – 1                                                                 | Spagna                                                                | Amichevole                                                            | -                                                                     | 26’                                                                   |
| 8-7-1981                                                              | Salvador                                                              | Brasile                                                               | 1 – 3                                                                 | Spagna                                                                | Amichevole                                                            | -                                                                     |                                                                       |
| 23-9-1981                                                             | Vienna                                                                | Austria                                                               | 0 – 0                                                                 | Spagna                                                                | Amichevole                                                            | -                                                                     |                                                                       |
| 14-10-1981                                                            | Valencia                                                              | Spagna                                                                | 3 – 0                                                                 | Lussemburgo                                                           | Amichevole                                                            | -                                                                     |                                                                       |
| 18-11-1981                                                            | Łódź                                                                  | Polonia                                                               | 2 – 3                                                                 | Spagna                                                                | Amichevole                                                            | -                                                                     |                                                                       |
| 16-12-1981                                                            | Valencia                                                              | Spagna                                                                | 2 – 0                                                                 | Belgio                                                                | Amichevole                                                            | -                                                                     |                                                                       |
| 24-2-1982                                                             | Valencia                                                              | Spagna                                                                | 3 – 0                                                                 | Scozia                                                                | Amichevole                                                            | -                                                                     |                                                                       |
| 24-3-1982                                                             | Valencia                                                              | Spagna                                                                | 1 – 1                                                                 | Galles                                                                | Amichevole                                                            | -                                                                     |                                                                       |
| 28-4-1982                                                             | Valencia                                                              | Spagna                                                                | 2 – 0                                                                 | Svizzera                                                              | Amichevole                                                            | -                                                                     |                                                                       |
| 16-6-1982                                                             | Valencia                                                              | Spagna                                                                | 1 – 1                                                                 | Honduras                                                              | Mondiali 1982 - 1º turno                                              | -                                                                     |                                                                       |
| 20-6-1982                                                             | Valencia                                                              | Spagna                                                                | 2 – 1                                                                 | Jugoslavia                                                            | Mondiali 1982 - 1º turno                                              | -                                                                     |                                                                       |
| 25-6-1982                                                             | Valencia                                                              | Spagna                                                                | 0 – 1                                                                 | Irlanda del Nord                                                      | Mondiali 1982 - 1º turno                                              | -                                                                     |                                                                       |
| 2-7-1982                                                              | Madrid                                                                | Spagna                                                                | 1 – 2                                                                 | Germania Ovest                                                        | Mondiali 1982 - 2º turno                                              | -                                                                     | 84’                                                                   |
| 5-7-1982                                                              | Madrid                                                                | Spagna                                                                | 0 – 0                                                                 | Inghilterra                                                           | Mondiali 1982 - 2º turno                                              | -                                                                     |                                                                       |
| 27-10-1982                                                            | Malaga                                                                | Spagna                                                                | 1 – 0                                                                 | Islanda                                                               | Qual. Euro 1984                                                       | -                                                                     |                                                                       |
| 17-11-1982                                                            | Dublino                                                               | Irlanda                                                               | 3 – 3                                                                 | Spagna                                                                | Qual. Euro 1984                                                       | -                                                                     |                                                                       |
| 16-2-1983                                                             | Siviglia                                                              | Spagna                                                                | 1 – 0                                                                 | Paesi Bassi                                                           | Qual. Euro 1984                                                       | -                                                                     |                                                                       |
| 27-4-1983                                                             | Saragozza                                                             | Spagna                                                                | 2 – 0                                                                 | Irlanda                                                               | Qual. Euro 1984                                                       | -                                                                     |                                                                       |
| 15-5-1983                                                             | Ta' Qali                                                              | Malta                                                                 | 2 – 3                                                                 | Spagna                                                                | Qual. Euro 1984                                                       | -                                                                     |                                                                       |
| 29-5-1983                                                             | Reykjavík                                                             | Islanda                                                               | 0 – 1                                                                 | Spagna                                                                | Qual. Euro 1984                                                       | -                                                                     |                                                                       |
| 5-10-1983                                                             | Parigi                                                                | Francia                                                               | 1 – 1                                                                 | Spagna                                                                | Amichevole                                                            | -                                                                     |                                                                       |
| 16-11-1983                                                            | Rotterdam                                                             | Paesi Bassi                                                           | 2 – 1                                                                 | Spagna                                                                | Qual. Euro 1984                                                       | -                                                                     |                                                                       |
| 21-12-1983                                                            | Siviglia                                                              | Spagna                                                                | 12 – 1                                                                | Malta                                                                 | Qual. Euro 1984                                                       | -                                                                     | cap.                                                                  |
| 18-1-1984                                                             | Cadice                                                                | Spagna                                                                | 0 – 1                                                                 | Ungheria                                                              | Amichevole                                                            | -                                                                     | cap.                                                                  |
| 11-4-1984                                                             | Valencia                                                              | Spagna                                                                | 2 – 1                                                                 | Danimarca                                                             | Amichevole                                                            | -                                                                     |                                                                       |
| 26-5-1984                                                             | Ginevra                                                               | Svizzera                                                              | 0 – 4                                                                 | Spagna                                                                | Amichevole                                                            | -                                                                     |                                                                       |
| 31-5-1984                                                             | Budapest                                                              | Ungheria                                                              | 1 – 1                                                                 | Spagna                                                                | Amichevole                                                            | -                                                                     |                                                                       |
| 7-6-1984                                                              | La Línea de la Concepción                                             | Spagna                                                                | 0 – 1                                                                 | Jugoslavia                                                            | Amichevole                                                            | -                                                                     |                                                                       |
| 14-6-1984                                                             | Saint-Étienne                                                         | Spagna                                                                | 1 – 1                                                                 | Romania                                                               | Euro 1984 - 1º turno                                                  | -                                                                     |                                                                       |
| 17-6-1984                                                             | Marsiglia                                                             | Portogallo                                                            | 1 – 1                                                                 | Spagna                                                                | Euro 1984 - 1º turno                                                  | -                                                                     |                                                                       |
| 20-6-1984                                                             | Parigi                                                                | Spagna                                                                | 1 – 0                                                                 | Germania Ovest                                                        | Euro 1984 - 1º turno                                                  | -                                                                     |                                                                       |
| 24-6-1984                                                             | Montpellier                                                           | Spagna                                                                | 1 – 1 dts (5 – 4 dtr)                                                 | Danimarca                                                             | Euro 1984 - Semifinale                                                | -                                                                     |                                                                       |
| 27-6-1984                                                             | Parigi                                                                | Francia                                                               | 2 – 0                                                                 | Spagna                                                                | Euro 1984 - Finale                                                    | -                                                                     |                                                                       |
| 17-10-1984                                                            | Siviglia                                                              | Spagna                                                                | 3 – 0                                                                 | Galles                                                                | Qual. Mondiali 1986                                                   | -                                                                     |                                                                       |
| 14-11-1984                                                            | Glasgow                                                               | Scozia                                                                | 3 – 1                                                                 | Spagna                                                                | Qual. Mondiali 1986                                                   | -                                                                     | 53’                                                                   |
| 23-1-1985                                                             | Alicante                                                              | Spagna                                                                | 3 – 1                                                                 | Finlandia                                                             | Amichevole                                                            | -                                                                     |                                                                       |
| 27-2-1985                                                             | Siviglia                                                              | Spagna                                                                | 1 – 0                                                                 | Scozia                                                                | Qual. Mondiali 1986                                                   | -                                                                     | 81’                                                                   |
| 26-5-1985                                                             | Cork                                                                  | Irlanda                                                               | 0 – 0                                                                 | Spagna                                                                | Amichevole                                                            | -                                                                     |                                                                       |
| 12-6-1985                                                             | Reykjavík                                                             | Islanda                                                               | 1 – 2                                                                 | Spagna                                                                | Qual. Mondiali 1986                                                   | -                                                                     | cap.                                                                  |
| 25-9-1985                                                             | Siviglia                                                              | Spagna                                                                | 2 – 1                                                                 | Islanda                                                               | Qual. Mondiali 1986                                                   | -                                                                     | cap.                                                                  |
| 20-11-1985                                                            | Saragozza                                                             | Spagna                                                                | 0 – 0                                                                 | Austria                                                               | Amichevole                                                            | -                                                                     | cap. 46’                                                              |
| 18-12-1985                                                            | Saragozza                                                             | Spagna                                                                | 2 – 0                                                                 | Bulgaria                                                              | Amichevole                                                            | -                                                                     | 46’                                                                   |
| 19-2-1986                                                             | Elche                                                                 | Spagna                                                                | 3 – 0                                                                 | Belgio                                                                | Amichevole                                                            | -                                                                     | cap.                                                                  |
| 26-3-1986                                                             | Cadice                                                                | Spagna                                                                | 3 – 0                                                                 | Polonia                                                               | Amichevole                                                            | -                                                                     | cap.                                                                  |
| 1-6-1986                                                              | Guadalajara                                                           | Spagna                                                                | 0 – 1                                                                 | Brasile                                                               | Mondiali 1986 - 1º turno                                              | -                                                                     | cap.                                                                  |
| 7-6-1986                                                              | Zapopan                                                               | Irlanda del Nord                                                      | 1 – 2                                                                 | Spagna                                                                | Mondiali 1986 - 1º turno                                              | -                                                                     | cap.                                                                  |
| 12-6-1986                                                             | Monterrey                                                             | Algeria                                                               | 0 – 3                                                                 | Spagna                                                                | Mondiali 1986 - 1º turno                                              | -                                                                     | cap.                                                                  |
| 18-6-1986                                                             | Santiago de Querétaro                                                 | Danimarca                                                             | 1 – 5                                                                 | Spagna                                                                | Mondiali 1986 - Ottavi di finale                                      | -                                                                     | cap. 32’                                                              |
| 22-6-1986                                                             | Puebla de Zaragoza                                                    | Belgio                                                                | 1 – 1 dts (5 – 4 dtr)                                                 | Spagna                                                                | Mondiali 1986 - Quarti di finale                                      | -                                                                     | cap.                                                                  |
| 24-9-1986                                                             | Gijón                                                                 | Spagna                                                                | 3 – 0                                                                 | Grecia                                                                | Amichevole                                                            | -                                                                     | cap. 46’                                                              |
| 15-10-1986                                                            | Hannover                                                              | Germania Ovest                                                        | 2 – 2                                                                 | Spagna                                                                | Amichevole                                                            | -                                                                     | cap.                                                                  |
| 12-11-1986                                                            | Siviglia                                                              | Spagna                                                                | 1 – 0                                                                 | Romania                                                               | Qual. Euro 1988                                                       | -                                                                     | cap.                                                                  |
| 3-12-1986                                                             | Tirana                                                                | Albania                                                               | 1 – 2                                                                 | Spagna                                                                | Qual. Euro 1988                                                       | -                                                                     | cap.                                                                  |
| 21-1-1987                                                             | Barcellona                                                            | Spagna                                                                | 1 – 1                                                                 | Paesi Bassi                                                           | Amichevole                                                            | -                                                                     | cap. 46’                                                              |
| 18-2-1987                                                             | Madrid                                                                | Spagna                                                                | 2 – 4                                                                 | Inghilterra                                                           | Amichevole                                                            | -                                                                     | cap. 70’                                                              |
| 1-4-1987                                                              | Vienna                                                                | Austria                                                               | 2 – 3                                                                 | Spagna                                                                | Qual. Euro 1988                                                       | -                                                                     | cap.                                                                  |
| 29-4-1987                                                             | Bucarest                                                              | Romania                                                               | 3 – 1                                                                 | Spagna                                                                | Qual. Euro 1988                                                       | -                                                                     | cap. 38’                                                              |
| 1-6-1988                                                              | Salamanca                                                             | Spagna                                                                | 1 – 3                                                                 | Svezia                                                                | Amichevole                                                            | -                                                                     | cap.                                                                  |
| 5-6-1988                                                              | Basilea                                                               | Svizzera                                                              | 1 – 1                                                                 | Spagna                                                                | Amichevole                                                            | -                                                                     | cap. 82’                                                              |
| 11-6-1988                                                             | Hannover                                                              | Spagna                                                                | 3 – 2                                                                 | Danimarca                                                             | Euro 1988 - 1º turno                                                  | -                                                                     | cap. 45’ 46’                                                          |
| 17-6-1988                                                             | Monaco di Baviera                                                     | Germania Ovest                                                        | 2 – 0                                                                 | Spagna                                                                | Euro 1988 - 1º turno                                                  | -                                                                     | cap.                                                                  |
| Totale                                                                |                                                                       | Presenze                                                              | 81                                                                    |                                                                       | Reti                                                                  | 0                                                                     |                                                                       |

### Statistiche da allenatore

#### Club
Statistiche aggiornate al 13 luglio 2025.
| Stagione              | Squadra               | Campionato            | Campionato | Campionato | Campionato | Campionato | Coppe nazionali | Coppe nazionali | Coppe nazionali | Coppe nazionali | Coppe nazionali | Coppe continentali | Coppe continentali | Coppe continentali | Coppe continentali | Coppe continentali | Altre coppe | Altre coppe | Altre coppe | Altre coppe | Altre coppe | Totale | Totale | Totale | Totale | % Vittorie | Piazzamento     |
| Stagione              | Squadra               | Comp                  | G          | V          | N          | P          | Comp            | G               | V               | N               | P               | Comp               | G                  | V                  | N                  | P                  | Comp        | G           | V           | N           | P           | G      | V      | N      | P      | %          | Piazzamento     |
| --------------------- | --------------------- | --------------------- | ---------- | ---------- | ---------- | ---------- | --------------- | --------------- | --------------- | --------------- | --------------- | ------------------ | ------------------ | ------------------ | ------------------ | ------------------ | ----------- | ----------- | ----------- | ----------- | ----------- | ------ | ------ | ------ | ------ | ---------- | --------------- |
| gen.-giu. 1992        | Rayo Vallecano        | SD                    | 17         | 9          | 6          | 2          | -               | -               | -               | -               | -               | -                  | -                  | -                  | -                  | -                  | -           | -           | -           | -           | -           | 17     | 9      | 6      | 2      | 52,94      | Sub. 2° (prom.) |
| 1992-1993             | Rayo Vallecano        | PD                    | 38         | 8          | 17         | 13         | CR              | 4               | 3               | 0               | 1               | -                  | -                  | -                  | -                  | -                  | -           | -           | -           | -           | -           | 42     | 11     | 7      | 14     | 26,19      | 14°             |
| Totale Rayo Vallecano | Totale Rayo Vallecano | Totale Rayo Vallecano | 55         | 17         | 23         | 15         |                 | 4               | 3               | 0               | 1               |                    | -                  | -                  | -                  | -                  |             | -           | -           | -           | -           | 59     | 20     | 23     | 16     | 33,90      |                 |
| 1993-1994             | Espanyol              | SD                    | 38         | 20         | 12         | 6          | CR              | 8               | 5               | 1               | 2               | -                  | -                  | -                  | -                  | -                  | -           | -           | -           | -           | -           | 46     | 25     | 13     | 8      | 54,35      | 1° (prom.)      |
| 1994-1995             | Espanyol              | PD                    | 38         | 14         | 15         | 9          | CR              | 2               | 0               | 1               | 1               | -                  | -                  | -                  | -                  | -                  | -           | -           | -           | -           | -           | 40     | 14     | 16     | 10     | 35,00      | 6°              |
| 1995-1996             | Espanyol              | PD                    | 42         | 20         | 14         | 8          | CR              | 10              | 4               | 3               | 3               | -                  | -                  | -                  | -                  | -                  | -           | -           | -           | -           | -           | 52     | 24     | 17     | 11     | 46,15      | 4°              |
| 1996-feb. 1997        | Siviglia              | PD                    | 21         | 5          | 3          | 13         | CR              | 4               | 2               | 1               | 1               | -                  | -                  | -                  | -                  | -                  | -           | -           | -           | -           | -           | 25     | 7      | 4      | 14     | 28,00      | Dimis.          |
| 1997-1998             | Espanyol              | PD                    | 38         | 12         | 17         | 9          | CR              | 2               | 0               | 1               | 1               | -                  | -                  | -                  | -                  | -                  | -           | -           | -           | -           | -           | 40     | 12     | 18     | 10     | 30,00      | 10°             |
| Totale Espanyol       | Totale Espanyol       | Totale Espanyol       | 156        | 66         | 58         | 32         |                 | 22              | 9               | 6               | 7               |                    | -                  | -                  | -                  | -                  |             | -           | -           | -           | -           | 178    | 75     | 64     | 39     | 42,13      |                 |
| dic. 2002-2003        | Benfica               | PL                    | 22         | 16         | 4          | 2          | CP              | -               | -               | -               | -               | -                  | -                  | -                  | -                  | -                  | -           | -           | -           | -           | -           | 22     | 16     | 4      | 2      | 72,73      | Sub. 2º         |
| 2003-2004             | Benfica               | PL                    | 34         | 22         | 8          | 4          | CP              | 5               | 5               | 0               | 0               | UCL+CU             | 2+8                | 0+4                | 0+2                | 2+2                | -           | -           | -           | -           | -           | 49     | 31     | 10     | 8      | 63,27      | 2º              |
| lug.-set. 2004        | Real Madrid           | PD                    | 3          | 2          | 0          | 1          | CR              | -               | -               | -               | -               | UCL                | 3                  | 2                  | 0                  | 1                  | -           | -           | -           | -           | -           | 6      | 4      | 0      | 2      | 66,67      | Dimis.          |
| ago. 2007-mar. 2008   | Benfica               | PL                    | 21         | 10         | 9          | 2          | CP+CdL          | 4+3             | 4+0             | 0+2             | 0+1             | UCL+CU             | 7+3                | 3+1                | 1+1                | 3+1                | -           | -           | -           | -           | -           | 38     | 18     | 13     | 7      | 47,37      | Sub. dimis.     |
| Totale Benfica        | Totale Benfica        | Totale Benfica        | 77         | 48         | 21         | 8          |                 | 12              | 9               | 2               | 1               |                    | 20                 | 8                  | 4                  | 8                  |             | -           | -           | -           | -           | 109    | 65     | 27     | 17     | 59,63      |                 |
| ott. 2008-2009        | Osasuna               | PD                    | 32         | 10         | 9          | 13         | CR              | 4               | 1               | 2               | 1               | -                  | -                  | -                  | -                  | -                  | -           | -           | -           | -           | -           | 36     | 11     | 11     | 14     | 30,56      | Sub. 15°        |
| 2009-2010             | Osasuna               | PD                    | 38         | 11         | 10         | 17         | CR              | 6               | 3               | 0               | 3               | -                  | -                  | -                  | -                  | -                  | -           | -           | -           | -           | -           | 44     | 14     | 10     | 20     | 31,82      | 12°             |
| 2010-feb. 2011        | Osasuna               | PD                    | 23         | 5          | 7          | 11         | CR              | 2               | 0               | 1               | 1               | -                  | -                  | -                  | -                  | -                  | -           | -           | -           | -           | -           | 25     | 5      | 8      | 12     | 20,00      | Eson.           |
| Totale Osasuna        | Totale Osasuna        | Totale Osasuna        | 93         | 26         | 26         | 41         |                 | 12              | 4               | 3               | 5               |                    | -                  | -                  | -                  | -                  |             | -           | -           | -           | -           | 105    | 30     | 29     | 46     | 28,57      |                 |
| Totale carriera       | Totale carriera       | Totale carriera       | 405        | 164        | 131        | 110        |                 | 54              | 27              | 12              | 15              |                    | 23                 | 10                 | 4                  | 9                  |             | -           | -           | -           | -           | 482    | 201    | 147    | 134    | 41,70      |                 |

## Palmarès

### Giocatore

#### Competizioni nazionali
- Campionato spagnolo: 9

Real Madrid: 1974-1975, 1975-1976, 1977-1978, 1978-1979, 1979-1980, 1985-1986, 1986-1987, 1987-1988, 1988-1989
- Coppa di Spagna: 5

Real Madrid: 1973-1974, 1974-1975, 1979-1980, 1981-1982, 1988-1989
- Supercoppa di Spagna: 2

Real Madrid: 1988, 1989
- Coppa della Liga: 1

Real Madrid: 1985

#### Competizioni internazionali
- Coppa UEFA: 2

Real Madrid: 1984-1985, 1985-1986

### Allenatore
- Segunda Division: 1

Espanyol: 1993-1994
- Coppa del Portogallo: 1

Benfica: 2003-2004